# 홍창기
홍창기(洪昌基, 1993년 11월 21일~)는 대한민국의 야구 선수로 현재 KBO 리그 LG 트윈스의 외야수로 뛰고 있다.

## 아마추어 시절
안산공업고등학교 3학년 때인 2011년에 14경기에 나와 타율 0.425(40타수 17안타, 전체 7위)를 기록하며 박민우, 김성욱, 구자욱, 이우성 등과 함께 타격 10걸 안에 들었지만 소속 팀의 성적이 부진해 청소년 대표에 선발되지 못했고 신인 드래프트에서도 지명되지 못했다. 
2012년에 건국대학교에 진학해 에이스 김승현, 리드오프 조수행과 함께 '12학번 트리오'를 형성하며 1학년 때부터 전국 체전에서 우승하는 등 각종 대회에서 두각을 나타내기 시작했다. 2학년 때인 2013년에는 대통령기 전국대학야구대회에서 건국대학교의 28년 만의 우승을 이끌며 수훈상을 수상했고, 4학년 때인 2015년에는 KBA회장기 전국대학야구대회 춘계리그에서 타율 0.450(20타수 9안타)을 기록하며 타격상을 수상했다. 
4학년 때의 활약에 힘입어 2015년 7월 하계 유니버시아드 야구 국가대표팀에 발탁돼 동메달 획득에 일조했다.

## 한국 프로야구 시절

### LG 트윈스시절
2016년 한국프로야구 신인 드래프트에서 2차 3라운드 지명을 받고 입단하였다. 입단 후 줄곧 2군에 있다가 8월 9일 SK전에서 선발 출장하며 데뷔 첫 경기를 치렀다. 3경기에 출전해 안타를 치지 못했고, 8월 15일에 1군에서 말소되며 시즌을 마쳤다.
2016년 시즌 후 대한민국 U-23 야구 국가대표팀에 발탁돼 U-23 야구 월드컵에 참가했다.

### 경찰 야구단시절
2016년 시즌 후에 입단하였다. 입단 첫 해부터 주전을 차지하며 타율 0.401(272타수 109안타), 13홈런, 82타점, 73득점 퓨처스 북부 리그 타격 및 득점 1위에 올랐다. 특히 퓨처스 리그 역사상 7번째 4할 타자로 이름을 올리며 그 능력을 인정받았다. 2018년에는 86경기에 출전해 타율 0.311, 9홈런, 11도루를 기록했다. 9월 7일에 전역했다.

### LG 트윈스복귀
2018년 9월 14일 대타로 출전하며 복귀 경기를 치렀고, 9월 16일에 데뷔 첫 안타를 기록했다. 시즌 3안타 중 2안타를 2루타로 기록했지만 12경기에 출전해 18타수 3안타에 그쳤다. 2020년 6월 30일 kt와의 경기에서 김재윤을 상대로 끝내기 홈런을 쳐 냈다. 전경기 출장의 대기록을 세웠던 2021년 시즌 후 데뷔 첫 골든 글러브를 수상했다. 연봉 상승률은 팀 최고인 220%를 기록하며 3억 2000만원을 받게 됐다.

## 호주 프로야구 시절
2019년에 질롱 코리아에 입단하였다.

## 수상
- 2015년 제 28회 광주 하계 유니버시아드 대회 야구 동메달
- 2016년 U-23 야구 월드컵 동메달
- 2017년 KBO 퓨처스리그 북부리그 타율 1위

## 출신 학교
- 대일초등학교
- 매송중학교
- 안산공업고등학교
- 건국대학교

## 통산 기록
| 연도 | 팀명  | 타율  | 경기 | 타수 | 득점 | 안타 | 2루타 | 3루타 | 홈런 | 루타 | 타점 | 도루 | 도실 | 볼넷 | 사구 | 삼진 | 병살 | 실책 |
| ---- | ----- | ----- | ---- | ---- | ---- | ---- | ----- | ----- | ---- | ---- | ---- | ---- | ---- | ---- | ---- | ---- | ---- | ---- |
| 2016 | LG    | 0.000 | 3    | 4    | 0    | 0    | 0     | 0     | 0    | 0    | 0    | 0    | 0    | 0    | 1    | 0    | 0    | 0    |
| 2018 | LG    | 0.167 | 12   | 18   | 1    | 3    | 2     | 0     | 0    | 5    | 0    | 0    | 1    | 7    | 0    | 8    | 0    | 0    |
| 2019 | LG    | 0.250 | 23   | 24   | 3    | 6    | 2     | 0     | 0    | 8    | 0    | 3    | 0    | 1    | 1    | 12   | 1    | 0    |
| 2020 | LG    | 0.279 | 135  | 408  | 87   | 114  | 29    | 6     | 5    | 170  | 39   | 11   | 5    | 83   | 10   | 87   | 8    | 2    |
| 2021 | LG    | 0.328 | 144  | 524  | 103  | 172  | 26    | 2     | 4    | 214  | 52   | 23   | 8    | 109  | 16   | 95   | 6    | 2    |
| 2022 | LG    | 0.286 | 118  | 437  | 76   | 125  | 19    | 4     | 1    | 155  | 51   | 13   | 4    | 59   | 19   | 75   | 11   | 1    |
| 2023 | LG    | 0.332 | 141  | 524  | 109  | 174  | 35    | 2     | 1    | 216  | 65   | 23   | 23   | 88   | 22   | 83   | 6    | 2    |
| 2024 | LG    | 0.336 | 139  | 637  | 96   | 176  | 18    | 3     | 5    | 215  | 73   | 10   | 11   | 96   | 12   | 93   | 8    | 10   |
| 통산 | 8시즌 | 0.313 | 715  | 2463 | 475  | 770  | 131   | 17    | 16   | 983  | 280  | 83   | 52   | 443  | 81   | 453  | 40   | 17   |

- 빨간 글씨는 한국 프로야구 역사상 최고 기록
- 굵은 글씨는 해당 시즌 최고 기록